# Footix

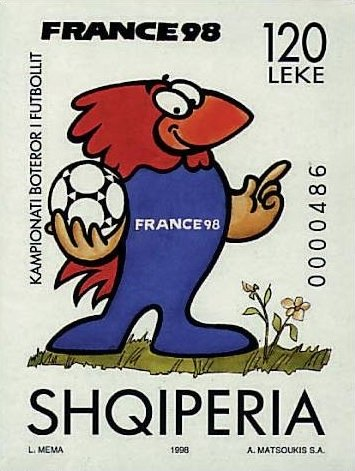
Footix

Footix is de mascotte van het Wereldkampioenschap voetbal 1998, dat plaatsvond in Frankrijk.

## Uiterlijk
Footix is een haan, een van de symbolen van gastland Frankrijk. Hij heeft de kleuren van de Franse vlag en draagt voetbalschoenen en vaak ook een voetbal. Footix loopt op twee benen en heeft ook armen met handen, op zijn buik staat met witte letters FRANCE 98. Zijn beeltenis werd ontworpen door muzikant en grafisch ontwerper Fabrice Pialot. Footix is als Franse mascotte van een Europees kampioenschap de opvolger van Peno, eveneens een haan.

## Naam
De naam Footix is een verwijzing naar foot (Nederlands: voet) en indirect naar voetbal. De toevoeging -ix verwijst naar de namen van de Galliërs, wier namen volgens de strip Asterix en Obelix altijd op ix moesten eindigen. Andere voorgestelde namen voor deze haan waren Raffy, Houpi en Gallik.
De term Footix heeft in de huidige Franse cultuur een andere betekenis gekregen. Het verwijst op pejoratieve wijze naar een zelfbenoemd voetbalfan, die normaal geen fan is van deze sport of team. Een footix moedigt altijd het team met de beste prestaties aan.
1966: Willie ·
1970: Juanito ·
1974: Tip en Tap ·
1978: Gauchito ·
1982: Naranjito ·
1986: Pique ·
1990: Ciao ·
1994: Striker ·
1998: Footix ·
2002: Ato, Kaz en Nik ·
2006: Goleo VI ·
2010: Zakumi ·
2014: Fuleco ·
2018: Zabivaka ·
2022: La'eeb